# Thysanopyga nigricosta
Thysanopyga nigricosta är en fjärilsart som beskrevs av W. Warren 1905. Thysanopyga nigricosta ingår i släktet Thysanopyga och familjen mätare. Inga underarter finns listade i Catalogue of Life.